# Polyalthia suaveolens
Polyalthia suaveolens este o specie de plante din genul Polyalthia, familia Annonaceae, descrisă de Adolf Engler și Friedrich Ludwig Diels. Conform Catalogue of Life specia Polyalthia suaveolens nu are subspecii cunoscute.